# Barão de Mesquita
Barão de Mesquita é um título nobiliárquico brasileiro criado por D. Pedro II do Brasil por carta de 13 de agosto de 1873, a favor de Jerônimo José de Mesquita.
Titulares
1. Jerônimo José de Mesquita (1826-1886) - primeiro visconde com grandeza e conde de Mesquita;
2. Jerônimo Roberto Mesquita (1857-1927) - filho do anterior.